# Третьяково (Сафоновский район)
Третьяко́во — деревня в Смоленской области России, в Сафоновском районе. Расположена в центральной части области в 30 км к востоку от Сафонова, в 3 км севернее автомагистрали М1 «Беларусь». В 7,5 км к юго-востоку от деревни железнодорожная станция Алфёрово на ветке Москва-Минск. Входит в состав Зимницкого сельского поселения.

## История
Село в конце XVI века входило в Гжельский стан Вяземского уезда. Свое название оно получило от имени владельца – Третьяка Якушкина, представителя смоленского дворянского рода Якушкиных.
Впервые Третьяково упоминается в писцовой книге Вяземского уезда 1594/1595 г. как сельцо Волково на речке Гжелке: "За стрелецким головою Третьяком Семеновым сыном Якушкиным, что было за Иваном Семеновым сыном Носовым сельцо, что было селище Волково на речке Гжелке."
Впервые село Волково упоминается в 1594/1595 гг. в Писцовых книгах Василия Волынского со товарищи. В селе находились деревянная церковь Николы Чудотворца с приделом Фрола и Лавра, двор помещика, три людских двора, а также дворы двух попов, пономаря, проскурницы [женщина, ответственная за выдачу просфор], две кельи нищих:
"...а в селе церковь Николы чудотворца да пределы Флора и Лавра, древяны, а на церковной земле дворов: во дв. черной поп, во дв. поп, во дв. понамарь, во дв. проскурница, да 2 кельи, а в них живут нищие, питаются от церкви Божии".
По переписной книге 1677/1678 г., селом Волковом владел Семён Григорьевич Греков. В селе строилась новая церковь Преображения Господня.
Согласно описанию прихода 1774 г., в Третьякове стояла двухпрестольная деревянная церковь: главный престол – во имя Преображения Господня, в приделе – Святого Великомученика Иоанна Воина.
«Села Волкова-Третьякова церковь деревянного здания, двухпрестольная, из коих настоящий храм во имя Преображения Господня, да в приделе вверху Святого Великомученика Иоанна Воина. Оная церковь построена при речке Вжелке [Гжелка] в 1771 году тщанием и старанием вкладчика майора Михаила Авдеева сына Ртищева [скорее всего ошибка], с вотчинником того села капитаном Александром Максимовым сыном Грековым, с прихожанами. Около оной церкви ограды не имеется. В 1774 году в причте поимеванного села состояли: 1 священник, 1 дьякон и 2 причтеника, в приходе было 107 дворов».
Михаил Радищев и Александр Греков в 1899 году были занесены в список деятелей Смоленского края на пользу церкви, общественной благотворительности, науки и народного образования.
В Генеральном межевании 1776-1779 гг. владельцем села Волково, Третьяково тож с деревней Алферово значится Александр Максимович Греков. После смерти Александра Максимовича в 1791 году село перешло к его жене Татьяне Федотовой, а потом и к сыну Петру Александровичу.
Подробнейшее описание жизни в селе Волково (Третьяково) представлено в Клировой ведомости 1878 года:
<…>
4. Утварь достаточна
<…>
6. Земли при оной церкви 42 десятины, из коих три десятины усадебной, девятнадцать пахотной, двенадцать сенокосной, девять под кустарником и шесть десятин болотистой. Плана и межевой копии на оную землю нет, а значится оная в плане Васильчиковой. Оною землёю священно-церковно-служители живутся сами.
7. Дворы у священно-церковно-служителей деревянные, содержатся на церковной земле.
8. Жалованьем на содержании священно-церковно-служителей штатных получается из государственного казначейства сто пятьдесят рублей. Из них священник получает 88 рублей 22 коп., дьякон 35 рублей 28 коп. и пономарь 23 р.52 коп. Село принадлежит к 6 классу.
9. Здания, принадлежащие сей церкви: деревянная караульня, построенная в 1852 году священником Алексеем Белявским и ветхая, каменная, близ церкви караульня, построенная г. Якушкиным <...>."
21 ноября 1908 г. в селе Третьякове был освящен новый теплый пятиглавый каменный храм, возводившийся с весны 1902 г. под наблюдением председателя строительного комитета священника Фёдора Строганова. Им же были построены двухэтажный корпус церковно-приходской школы, в котором расположилось и жильё священнослужителей. Храм был возведён прихожанами из кирпича, изготовленного жителями деревни Малое Алферово на своих 8 кирпичных заводах.  Можно утверждать, что на малоалфёровских заводах отсутствовало клеймирование изготовленных кирпичей. Краевед и историк, уроженец Малого Алфёрова– Андрей Константинович Жаворонков утверждал, что на церкви была памятная доска с благодарственной надписью: «Благодарить жителей деревни Малое Алфёрово за изготовление кирпича для церкви самого превосходного качества».
Относительно качественной составляющей строительного материала  сохранившихся строений, нужно отметить, что дом причта имеет двухслойную структуру: внутренний состоит преимущественно из кирпичей низкого качества, имеющих многочисленные вкрапления, внешний – из лучших.
На 1909 год в селе Третьяково церковного дома нет, церковной земли 40 десятин, прихожан: мужского пола 778, почтовый адрес: станция Алфёрово Московско-Брестской железной дороги. В приход села Третьякова входила соседняя деревня Енино.
Отдельного рассмотрения заслуживает история Третьяковской школы, тесно связанная с историей храма. Первая школа в Третьякове появилась в конце XIX века. В 1902 году постановлением Школьной комиссии  от 23 сентября – 4 октября  за №1868, утверждённым Его Преосвященством архиепископом Смоленским Петром,  Третьяковская и Ларинская школы грамоты были переформированы в церковно-приходские. Заведующим и законоучителем школы стал священник села Третьяково Фёдор Строганов. На 1910 год учителем Третьяковской школы был Александр Николаев, отмеченный наибольшей исполнительностью, "усердием и успехом преподавания". 22 марта 1910 г. Александр Николаев  "слушатель Московских пастырских курсов" был назначен исполняющим дела псаломщика к Николаевской церкви города Белого. В 1914 году в школе существовал школьный хор. Особым усердием в деле преподавания и заботой о школе отметился священник Иоанн Строганов (на посту с 1909г.). На ноябрь 1916 г. в Третьяковской церковно-приходской школе было 72 учащихся.
В 1923 г. помимо каменного храма продолжала существовать и упраздненная к тому времени старинная деревянная церковь. По воспоминаниям старожилов, деревянный храм был разобран в 1928 г. и перевезен в деревню Куракино, где из него была выстроена школа.
Каменный храм взорван в марте 1943 г. немецкими войсками при отступлении. Ныне от него на Третьяковском кладбище видны лишь остатки фундаментов, также сохранились руины кирпичного дома причта – двухэтажного корпуса церковно-приходской школы. История школы в Третьякове неразрывно переплелась с историей храма.
9 июля 2022 года в развалинах дома причта был организован субботник, в котором приняли участие активные граждане, подвижники, члены общества "Спасём Енино". Разрушенное здание было очищено от травы, кустарника, деревьев. Был вывезен мусор, собраны кирпичи. У дома установлена табличка, гласящая: «Дом причта 1902-1908 гг. постройки. Памятник истории и культуры».
Рост нынешнего исследовательского интереса к селу Третьяково во многом связан с его вхождением в культурно-краеведческое пространство Енинского края (с культурным центром в Енино).